# Gaze
Pour l’article ayant un titre homophone, voir Gaz.
Pour les articles homonymes, voir Gaze (homonymie).

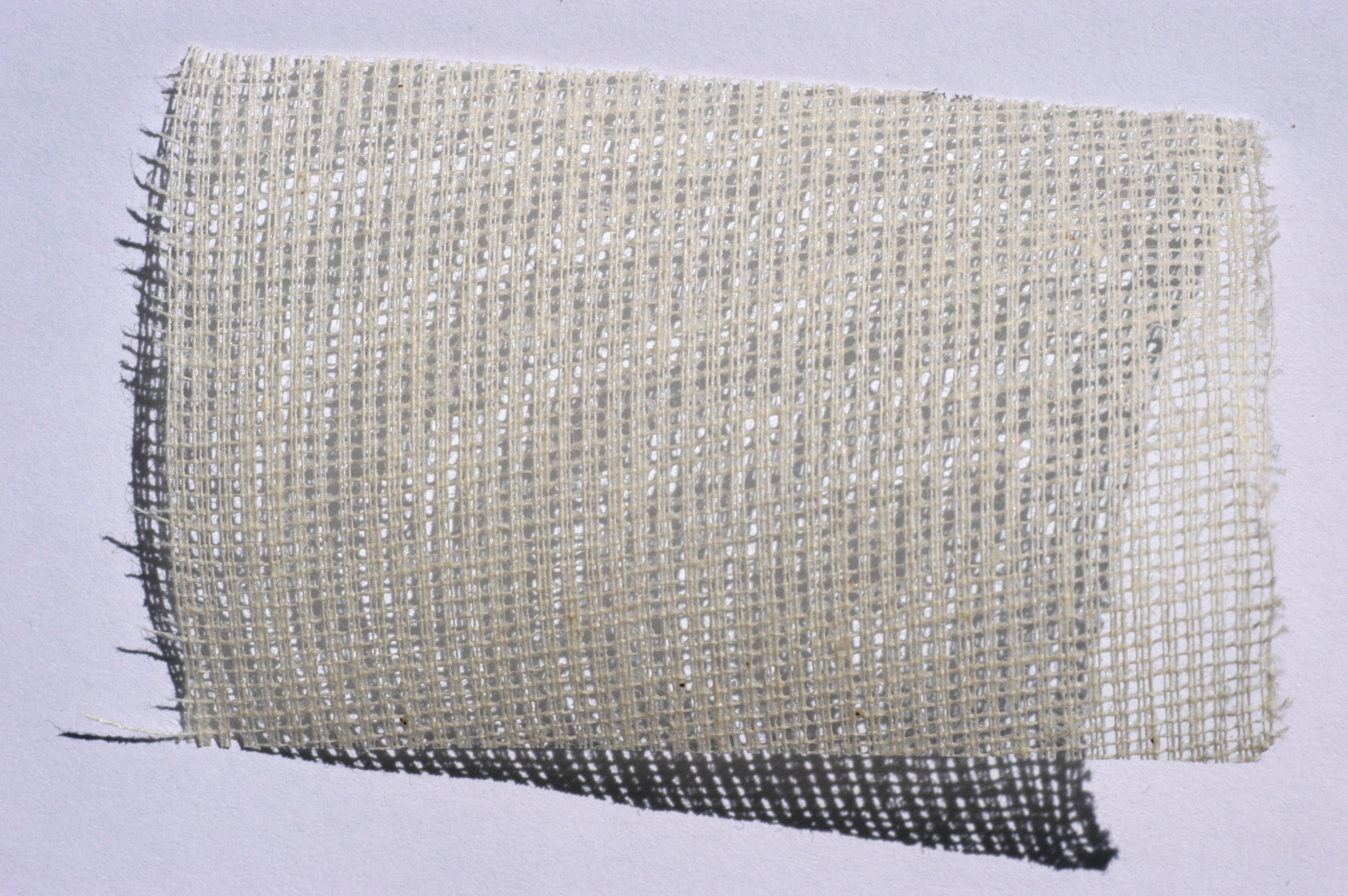
Gaze.

La gaze est une étoffe  légère, transparente, faite de fil de coton, lin, laine ou soie, quelquefois d’or ou d’argent. 

## Origine
Incertaine. Une étymologie populaire renvoie à la ville de Gaza en Palestine. Selon le CNTRL le mot serait un emprunt à l'arabe qazz « bourre de soie », mot lui-même dérivé du persan. 
Importée depuis la fin du Moyen Âge, la gaze est tissée en France (Lyon et Paris). Elle connaît une grande vogue aux XVIIIe et XIXe siècles.

## Usages
En textile, la gaze est un tissu qui se caractérise par un tissage de fils écartés. Elle s'emploie principalement dans l'habillement (voiles, écharpes, cols, robes) et l'ameublement (rideaux, moustiquaires).
L'usage de la gaze est également lié à l'apparition du tutu au XIXe siècle. À l'époque, certaines danseuses achètent de la gaze pour réaliser elles-mêmes leurs tutus. La gaze s'utilise jusqu'à la Seconde Guerre mondiale pour la fabrication du tutu, mais plus actuellement.
Le terme de gaze s'est étendu à d'autres matériaux et usages :
- une bande de gaze est un tissu lâche de fibres de coton hydrophile utilisés pour nettoyer une plaie, faire des compresses et des pansements.

- divers métaux permettent de fabriquer des gazes utilisées comme pré-filtres à air ou à eau pour des appareils ou l'industrie.

- utilisation en archéologie comme pour les relevés de coupes stratigraphiques (ajouté à de la colle), les prélèvements, ...